# Citroën E-Méhari
Citroën E-Méhari je model automobilu, vyráběný od roku 2016 automobilkou Citroën. Jde o nástupce vozu Citroën Méhari, který se vyráběl od šedesátých do osmdesátých let 20. století. Jde o elektromobil, vycházející z vozu Bolloré Bluesummer. Z testu Euro NCAP model vyšel se třemi body. Původní verze E-Méhari neměla okna a pevnou střechu, pozdější typy již ano.